# П'ятницький Сергій Сергійович
Сергій Сергійович П'я́тницький (2 (15) березня 1905, Кочеток — 2 травня 1971, Харків) — лісівник-селекціонер, член-кореспондент ВАСГНІЛ (з 1956), доктор сільськогосподарських наук (1948), професор (1949), заслужений діяч науки УРСР (1965).
В 1925 закінчив лісничий факультет Харківського сільськогосподарського інституту.
Учасник Другої світової війни. Нагороджений медалями «За бойовоі заслуги», «За перемогу над Німеччиною», «20 років перемоги у Великій Вітчизняній війні 1941—1945 рр.»
Понад 40 років працював у науково-дослідницьких установах. З 1934 року працює завідувачем відділу селекції Українського науково-дослідного інституту лісового господарства та агролісомеліорації, з 1949 й до останніх днів життя — одночасно і завідувачем кафедри лісівництва та агролісомеліорації Харківського сільськогосподарського інституту.
З ініціативи його розроблені способи розмноження деревних порід за допомогою щеплення — включають заготівлю живців, збереження, визначення оптимальних термінів щеплення, підбору підщеп, техніку щеплення, догляду за щепами, схеми змішування клонів.
1956 — член-кореспондент Всесоюзної Академії сільськогосподарських Наук і Лісівництва, співробітник Українського НДІ лісового господарства та агромеліорації. Нагороджений орденом Трудового Червоного Прапора.
Праці з питань селекції і загального лісівництва, вивів високопродуктивні форми дуба.
Під його керівництвом виконано й захищено 50 кандидатських та кілька докторських дисертацій.